# Pachyseris speciosa
Pachyseris speciosa ist eine Steinkoralle, die vom Roten Meer bis Französisch-Polynesien verbreitet ist. Sie wächst an Steilwänden und Riffhängen.

## Merkmale
Sie bildet kräftige trichter- oder plattenförmige, blattartige oder einem Elefantenohr ähnelnde Stöcke, die einen Durchmesser von maximal zwei Meter erreichen können. Die einzelnen Platten größerer Kolonien können sich überdecken. Sie sind von brauner, grüner oder graubeiger Farbe. Die Korallenkolonie wird von einer laminaren, konzentrischen Rillenstruktur geprägt, die in einigen Fällen auch unregelmäßig werden kann. Polypen gibt es nur auf der Oberseite der Koralle. Auf der glatten, nicht vollständig am Untergrund festgewachsenen Unterseite stirbt das lebende Gewebe ab und sie wird von Foraminiferen, Schwämmen, Moostierchen oder Seescheiden besiedelt. Bisher wurden keine expandierten Polypen beobachtet.

## Systematik
In der traditionellen Steinkorallensystematik wird Pachyseris speciosa in die Familie Agariciidae gestellt. Nach einer neuen phylogenetischen Studie steht sie allerdings als basales Taxon der Familie Euphylliidae nah.

## Weblink
- Pachyseris speciosa in der Roten Liste gefährdeter Arten der IUCN 2013.2. Eingestellt von: Hoeksema, B., Rogers, A. & Quibilan, M., 2008. Abgerufen am 10. Dezember 2013.